# Odette Mistoul
Odette Mistoul (verheiratet Kingbou; * 22. Februar 1959) ist eine ehemalige gabunische Leichtathletin, welche im Kugelstoßen aktiv war. Sie vertrat ihr Land bei den Olympischen Spielen 1984 in Los Angeles, wo sie am Ende den 13. Platz einnahm. Zudem war sie die Fahnenträgerin für ihr Land bei diesen Spielen. Damit war sie auch die erste Frau, welche ihr Land bei den Olympischen Spielen vertrat. Ihre ersten drei Goldmedaillen gewann sie jeweils bei den Afrikameisterschaften in den Jahren 1979 und 1982 sowie 1984.
Sie nahm an der Erstaustragung der Leichtathletik-Weltmeisterschaften im Jahr 1983 teil und schaffte es auch ins Finale ihrer Disziplin beim Weltcup 1979. Ansonsten war sie noch zweimaliger Gewinner bei den Zentralafrikanischen Meisterschaften und erreichte noch einmal Bronze bei den Afrikameisterschaften 1985.
Nach ihrem sportlichen Rückzug, trat sie im August 2007 zudem noch einmal für die Wahl des Frauen-Komitees des IAAF an.